# حفث أشقر
حَفِث أشقر أو أُلَاف مُشَرَّط أو مُشَرَّطَة (الاسم العملي: Zamenis scalaris) نوع من الثعابين غير السامة في فصيلة الأحناش. هذا النوع مستوطن في جنوب غرب أوروبا.

## التوزع
يشمل النطاق الجغرافي للحفث الأشقر البرتغال وإسبانيا وجنوب فرنسا و إلى إيطاليا، وكذلك منورقة وقبالة بروفنس، لكنه مفقود في شمال أيبيريا بما في ذلك الكثير من جبال البرانس، جليقية، كانتابريا وبلاد الباسك. قد تكون أفراده الموجودة في مينورقة جلبها البشر.

## الموئل
يفضل الحفث الأشقر الجنبات الدغلة، بما في ذلك البساتين وكروم العنب والجدران الحجرية الجافة المتضخمة ؛ وهو شائع في الأجمات المتوسطية. يفضل الموائل المليئة بالحجارة والصخور والظل المنخفض. يفضل الارتفاعات من مستوى سطح البحر إلى 700 متر (2,300 قدم) ومع ذلك فهي موجودة على ارتفاعات تزيد عن 2,000 متر (6,600 قدم).

## وصف
حية بيوض من الأحناش عادمات الأخاديد محتبسات السموم. جسمها معتدل الثخانة مزواني المقطع ثلاثي الأضلع يطول نحو 120 سم. ثوبها إلى الشقرة الصنابية المواج يعلوها من القفن إلى طرف الذنب ثلاثة خطوط متقاربة جؤوية، رأسها لوزي الشكل. شدقها متوسط الانفراج. عدد أسنانها 50 منها 26 في الفك الأسفل و 24 في الفك الأعلى.

## الغذاء
قوتها الحشرات والدويبات والوزغ والعظاء والفئران.

## السلوك
تحسر قشارها من مرتين إلى ثلاث مرات في العام. تبلغ كامل حجمها بعمر 14 سنة وتعيش نحو 110 سنوات. تألف المروج والأدغال والبراري. تسرح في النهار وفي أوئل الليل. قوتها الحشرات والدويبات والوزغ والعظاء والفئران. بياتها الشتوي يستمر نحو أربعة أشهر. أخلاقها شرسة كأخلاق الأفاعي. سريعة الغيظ تنتصب انتصاب الأملوج وتعض كل شيء تتوقع منه الإساءة.

## التكاثر والسفاد
الانثى تسافد بعمر خمس سنوات وتبيض من 16 إلى 24 بيضة مجموعة في سبحتين تخفيهما في جحر مهجور أو في نفق تخلده في الجثالة. تعد من الحيات النافعة.

## معرِض الصور

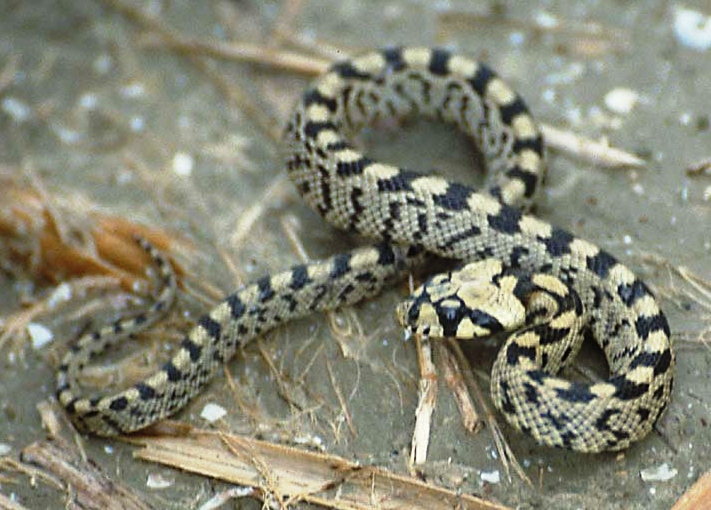
حفث أشقر في فرنسا
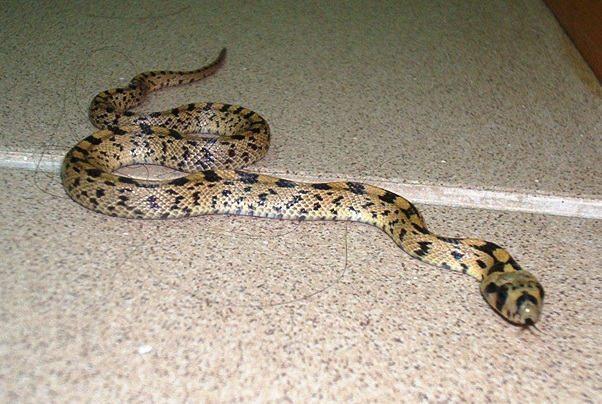
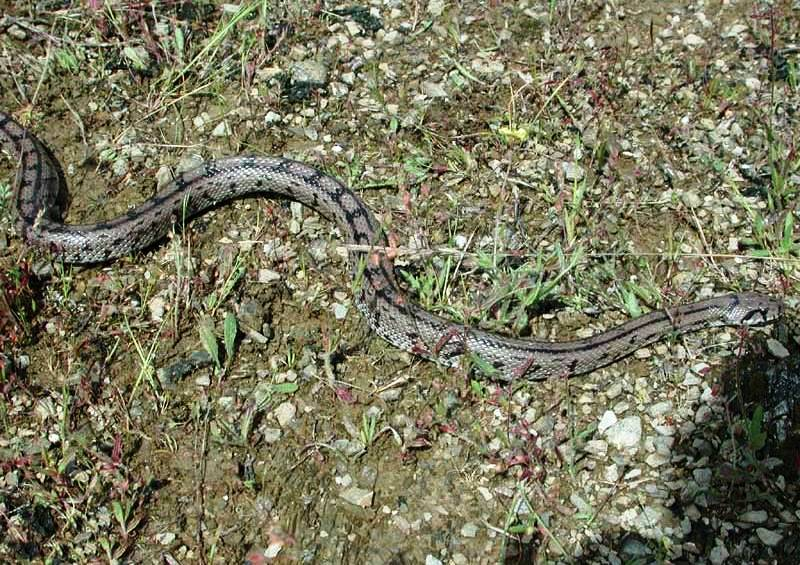
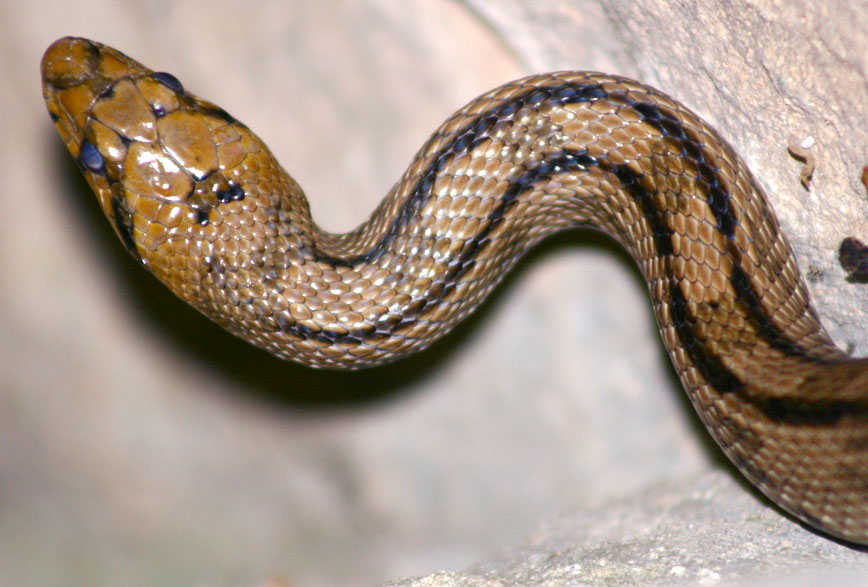
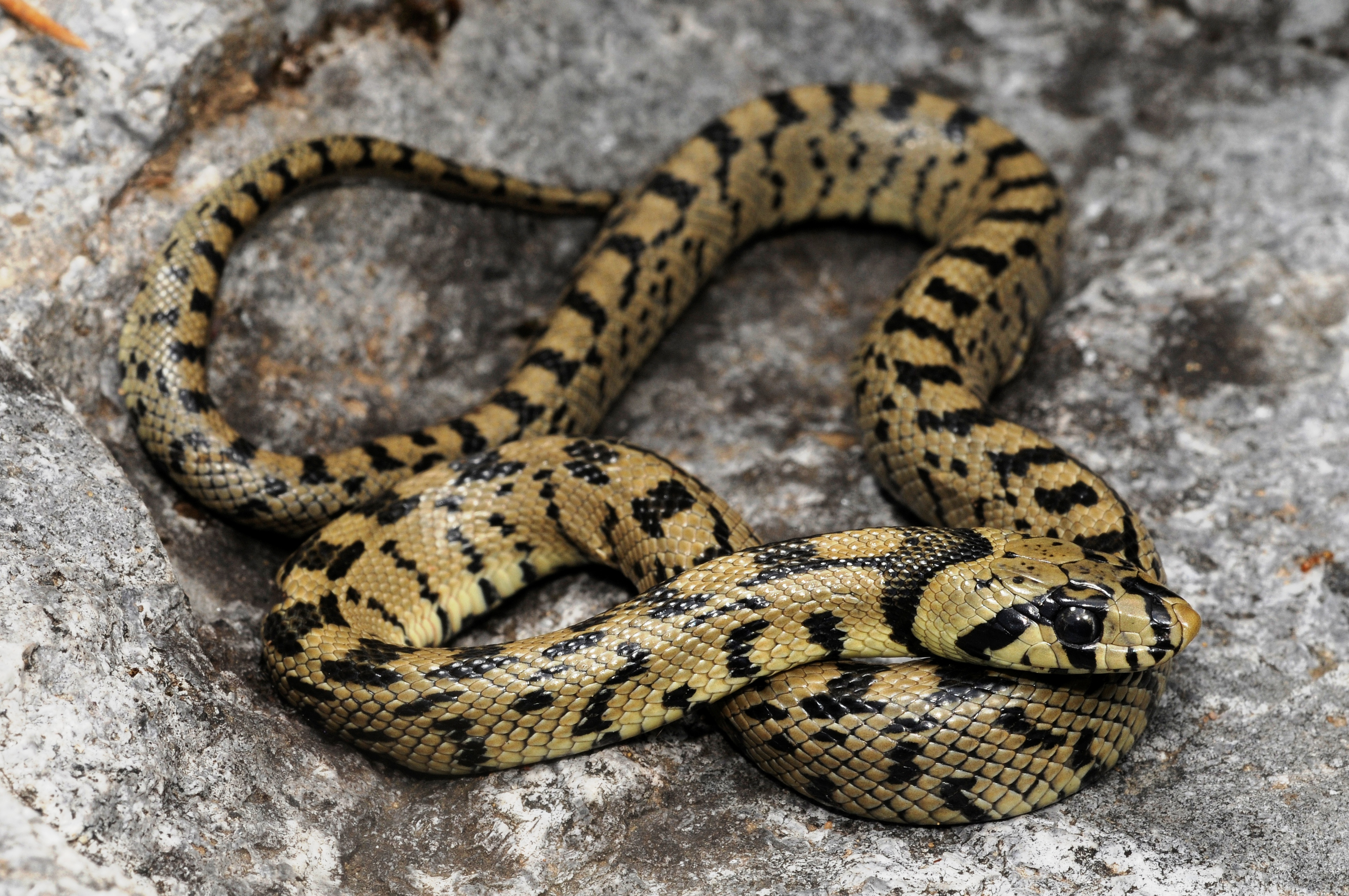